# حبيل مشرم (لودر)

تعديل مصدري - تعديل

حبيل مشرم هي إحدى قرى عزلة زارة بمديرية لودر التابعة لمحافظة أبين، بلغ تعداد سكانها 103 نسمة حسب تعداد اليمن لعام 2004.